# Slaget ved Appomattox Station
37°21′12.5″N 78°49′38.3″V / 37.353472°N 78.827306°V
Slaget ved Appomattox Station blev udkæmpet den 8. april 1865 under Appomattox felttoget i den amerikanske borgerkrig. Generalmajor i Unionen George Armstrong Custers kavaleri, som var på vej til Appomattox Station, stødte sammen med reserveartilleriet fra Konføderationens tredje korps af Army of Northern Virginia, som var under kommando af oberst Lindsay Walker.
Unionshæren havde ordre til at tage kontrollen over fire forsyningstog, som ventede på general Robert E. Lees Army of Northern Virginia. Togene var lastet med medicinske forsyninger, ammunition og fødevarer, som var af afgørende betydninger for den underforsynede konfødererede hær. De konfødererede soldater var i stort undertal, og kæmpede for at slå unionsangrebet tilbage. Mange af de konfødererede soldater var artillerister og ingeniørtropper, som blev indsat som infanteri, men ikke havde erfaring i nærkamp. Unionshæren var langt bedre trænet og meget bedre organiseret, hvilket alt i alt førte til konføderationens nederlag.
Det lykkedes ikke de konfødererede styrker at stoppe Army of the Potomacs fremrykning, og som følge heraf erobrede Custers division et forsyningstog, over 25 kanoner og drev samtidig de konfødererede forsvarere på flugt.
Denne enestestående kamp var mellem artilleri uden infanteristøtte imod kavaleri. Custer fortsatte herefter med at afbrænde tre af de erobrede tog.

## Baggrund
I slutningen af 1864 indledte generalmajor William T. Shermans hær en fremrykning mod ukendt mål. Under fremrykningen ødelagde de omkring 20% af gårdene i Georgia under hans "Shermans march mod havet" og herefter fortsatte han nord på gennem South Carolina og North Carolina mod Virginia. Lees hær, som i forvejen var svækket af tab i kampe og deserteringer var nu langt mindre end Grants. Unionens styrker vandt en afgørende sejr i slaget ved Five Forks den 1. april 1865, hvilket tvang Lee til at opgive Petersburg og Richmond. Konføderationens hovedstad blev erobret af unionens 25. korps, som bestod af sorte tropper.
Om eftermiddagen den 8. april 1865 ventede der fire forsyningstog på Lees hær på Appomattox Station. Nyheden herom nåede unionsgeneralen George A. Custer og han sendte sin division afsted med 2. New York kavaleriregiment i teten. Togene var lastet med forsyninger - tøj, tæpper, udstyr, våben, lægemidler og fødevarer. Efter at være rykket frem langs sporene nærmede Custers tropper sig Appomattox Station fra sydøst. Stationen bestod kun af nogle få bygninger ved en trop konfødereret kavaleri, som bevogtede togene. De konfødererede overgav sig til den store unionsstyrke. Netop som unionshæren gjorde sig klar til at køre væk i togene begyndte der at falde granater over tropperne.
Disse granater blev affyret af den konfødererede brigadegeneral Rueben Lindsay Walkers reserve artilleri, som rykkede frem foran Lees kolonne for ikke at hæmme flytningen af Army of Northern Virginia. Walker rådede over omkring 100 kanoner, 200 bagage vogne samt hærens hospitals vogne. Disse styrker var uforberedte og forventede ikke at møde modstand fra unionsstyrker.
Et fjerde tog, som netop var ankommet, bakkede tilbage mod Lynchburg i en sådan fart, at det ødelagde nogle af vognkoblingerne og de fleste vogne blev efterladt. Walker formerede sine tropper i en halvcirkel og fik støtte var de eneste tropper i området, Talcotts ingniørtropper (i rollen som infanteri), Brigadegeneral Martin Garys kavaleribrigade og 75 til 100 artillerister fungerede også som infanteri. Kampe blussede op i takt med at unionens forposter trængte mod nordøst fra stationen.
De konfødererede var hæmmede af det overraskende angreb, mangel på organisation og ingen central ledelse, hvilket førte til stor forvirring. Custers mænd var ikke sikre på hvad de havde foran sig, men fik ordre fra Custer til at angribe. Angrebet blev imidlertid til en række usammenhængende fremstød gennem det uvejsomme terræn frem mod fjenden.

## Forberedelser til slaget
Lee gav generalmajor John Brown Gordon ordre til at formere en linje syd for Appomattox Court House og generalløjtnant James Longstreet til at placere sig nord for den konfødererede lejr. Gordon forventedes at erobre Appomattox Station og erobre de forsyninger, som var gået tabt dagen før og skabe et hul i Unionshærens linjer, som Army of Northern Virginia kunne bryde ud gennem. Longstreet skulle dække ryggen af resterne af Army of Northern Virginia og rykke frem og støtte Gordon når han havde slået hul i Unionens linje.
Med generalmajor Fitzhugh Lees kavaleri på sin højre side formerede Gordon sine tropper kl. 2 om natten for at kunne angribe generalmajor Philip Sheridans unionskavaleri ved daggry, kort før Army of Northern Virginia begyndte sin fremrykning. I løbet af natten indledte en kolonne unionsinfanteri under generalmajor Edward O. C. Ord en forceret fremrykning fra Farmville og den nåede frem til Appomattox Station netop som Gordons mænd forlod deres skyttegrave. Sheridan styrede sine tropper fra en lille høj bag linjen, og han lod det se ud, som om de var i alvorlige vanskeligheder idet de forskansede deres linje mens de traks sig tilbage. Kavaleriet manøvrerede, som om det ville forstærke centrum af linjen og tog derefter opstilling bag unionens infanteri.

## Slaget
Martins batteri kæmpede ihærdigt på de konfødereredes venstre side, og skød konstant mens de rykkede frem. Custers mænd foretog 2 eller 3 angreb, ingen af dem særligt ihærdige, da unionssoldaterne ikke ønskede at komme for tæt på de konfødererede kardæsker. I mellemtiden gjorde de af de konfødererede batterier, som ikke var i kamp, deres bedste for at undslippe vest på mod Lynchburg eller nord på mod Oakville. Da mørket nærmede sig blev der sat et sidste koordineret angreb ind.
Custers mænd erobrede 25-30 kanoner. Der findes ingen konfødereret tabsrapport, så det præcise antal kendes ikke—måske 100 soldater blev dræbt eller såret, mens næsten 1.000 konfødererede soldater blev taget til fange, heriblandt brigadegeneral Young Moody, og omkring 100 vogne. Unionens tab var på 48, men unionstroppernes læger bemærkede, at de "aldrig havde behandlet så mange alvorlige tilfælde efter så kort en kamp. Sårene stammede fortrinsvis fra artilleri og var alvorlige. Mange patienter var svært sårede".
Da kampene ved Appomattox Station stilnede af, forcerede dele af det 15. New York kavaleri under ledelse af oberstløjtnant et hegn og tog vejen mellem Lynchburg og Richmond hvorefter de angreb ind i landsbyen Appomattox Court House og erobrede vogne og tilfangetog kuske undervejs. Newyorkerne trak sig tilbage ad samme vej som de var kommet mens de indsamlede fanger og skød muldyr. Således endte kampen den 8. april.

### Tilbagetog
Slaget ved Appomattox Station blev udkæmpet uafbrudt i fire timer og fortsatte med varierende intensitet indtil aften, om end der fortsatte med at være kampe i retning af Appomattox Court House i yderligere fem timer. Custers troppers succes om aftenen den 8. april med at sprede og erobre Walkers artilleri og sikre vejen mellem Richmond ogLynchburg var særdeles vigtig—unionestropperne beherskede nu det højtliggende terræn vest for Appomattox Court House, og spærrede dermed vejen for Lee. Med vejen spærret havde Lee kun to muligheder den 9. april - at angribe eller overgive sig. Lee valgte at angribe. Han holdt et krigsråd om aftenen den 8. april og besluttede at der skulle gennemføres et angreb for at åbne vejen idet han troede, at den kun blev forsvaret af kavaleri, men i løbet af natten ankom dele af tre unionskorps efter en forceret march og kunne støtte kavaleriet om morgenen.